# Orden de Andrés Bello
La Orden de Andrés Bello es una distinción venezolana destinada a premiar a personas que se hayan destacado en la educación, la investigación científica, las letras y las artes. También puede ser conferida a personas que hayan prestado servicios destacados en el área de la cultura o hayan ayudado al desarrollo cultural.

## Historia
Fue creada por el Congreso de la República de Venezuela el 15 de octubre de 1965, durante la presidencia de Raúl Leoni, mediante decreto publicado en Gaceta Oficial N° 27 864. La concesión de la Orden la hace el presidente de la República, previo informe presentado por el consejo de la Orden. Dicho consejo, de acuerdo a la publicación original, está integrado por el ministro de Educación, el rector de la Universidad Central de Venezuela, el director general del Ministerio de Educación y el presidente del Instituto Nacional de Bellas Artes. En el artículo sexto del decreto se establece que se puede perder si lo premian nuevamente o si es acreedor de otra de orden superior. Le sucede como condecoración a la "Medalla de Instrucción Pública" creada el 27 de mayo de 1920.

## Clases
La orden comprende cuatro clases:
- Collar.
- Primera Clase (Banda de Honor).
- Segunda Clase (Corbata).
- Tercera Clase (Medalla).

## Receptores
Algunas personas condecoradas con la orden:

### Collar
- Rafael Caldera

### Primera clase
- 1975: 
  - Antonio Pasquali
  - Yuri Dashkevich (traductora, experta en América Latina, corresponsal de TASS en América Latina)
- 1981: Carlos Cruz-Díez
- 1984: Gustavo Cisneros
- 1988: 
  - Lilia Eugenia Domínguez de Lopéz[3] (ascenso)
  - Delia Marina Lerner de Zunino[4]
  - Alfredo Sadel
  - Victoria Quijada (ascenso)[3]
- 1991: Rafael Sylva Moreno[5]
- 1992: 
  - Douglas Arteaga
- 1993: 
  - Luis Beltrán Mago
  - Salvador Garmendia
  - Vicente Nebrada
- 1994:
  - Leopoldo Baptista[6]
  - Celso R. Domínguez[6]
  - Philippe Erard[6]
  - Andrés Espiñeira Vásquez[6]
  - Marco A. Lovera Herrera[6]
  - Edgard Romero Nava, Presidente de Fedecámaras (Venezuela)
  - Rafael Salas Jiménez[6]
- 1995: 
  - Ignacio Arcaya[7]
  - Fra' Andrew Bertie SMOM
- 1966: Ivan Schulman
- Aldemaro Romero
- Alfonso Rumazo González
- Joaquina Pereira de Padilla
- Daisaku Ikeda
- Franklin García Fermín
- Humberto Tejera
- Isbelia Sequera Tamayo
- Juan Manuel Serrat
- Ensamble Gurrufío
- Serenata Guayanesa

### Segunda clase
- 1972: Fredy Reyna
- 1974: Margot Benacerraf

### Tercera clase
- José Francisco Yegres

### Otros (sin clasificar)
- 1980: Abdus Salam[8]
- 1983: Enrique Pimentel Malaussena
- José Esparza
- Vladimir Gessen